# Куреши, Шах Мехмуд
Шах Мехмуд Куреши (англ. Shah Mehmood Qureshi; род. 22 июня 1956, Мурри, Западный Пакистан) — пакистанский государственный деятель. Бывший министр иностранных дел Пакистана.

## Биография
Родился 22 июня 1956 года в небольшом городе Марри. Родом из семьи известных политиков и чиновников. После получения юридического образования в Кембриджском университете в 1983 году, он стал активным игроком на политическом поле Пакистана, став президентом Пакистанской народной партии. Он занимал целый ряд должностей в Кабинете министров: был министром по вопросам планирования и развития Пенджаба, министром финансов Пенджаба и федеральным министром по парламентским делам. При президенте Первезе Мушаррафе он также занимал должность председателя окружного совета в Мултане и назима одноимённого округа. С 2008 по 2011 год был министром иностранных дел Пакистана. С 2011 года является вице-председателем партии Техрик-е-Инсаф.
30 января 2024 года Куреши был приговорён к десяти годам тюремного заключения и пяти годам лишения свободы за разглашение государственной тайны в компании бывшего премьер-министра Имрана Хана, его приговор вынесен менее чем за десять дней до парламентских выборов.